# Rebecca Schwoch
Rebecca Schwoch (* 1963) ist eine deutsche Medizinhistorikerin.

## Leben und Wirken
Schwoch studierte Geschichte, Politologie und Hispanistik an der Westfälischen Wilhelms-Universität Münster und der Freien Universität Berlin. 1999 wurde sie mit der Arbeit Ärztliche Standespolitik im Nationalsozialismus: Julius Hadrich und Karl Haedenkamp als Beispiele an der FU Berlin promoviert. Sie ist habilitiert für den Querschnittsbereich Geschichte, Ethik und Theorie der Medizin und lehrt an der Medizinischen Fakultät der Universität Hamburg (Universitätsklinikum Hamburg-Eppendorf).
Seit 2003 ist sie Wissenschaftliche Mitarbeiterin des Instituts für Geschichte und Ethik der Medizin am Universitätsklinikum Hamburg-Eppendorf. Sie ist eine von zwei Stellvertretenden Institutsleitern.
Ihre Forschungsschwerpunkte umfassen u. a. die Medizin im Nationalsozialismus sowie die Geschichte der Psychiatrie im 19. und 20. Jahrhundert. Aus ihren Projekten gingen u. a. Monographien zur Geschichte der Kassenärztliche Vereinigung Berlin im Nationalsozialismus und dem Schicksal jüdischer Ärzte in Berlin hervor. 2017 habilitierte sie sich an der Universität Hamburg mit einer Untersuchung zu „Krankenbehandlern“, d. h. jüdischen Ärzten, die nach dem Entzug ihrer Approbation im Jahr 1938 weiter Juden behandeln durften.

## Veröffentlichungen (Auswahl)
- Rebecca Schwoch: Ärztliche Standespolitik im Nationalsozialismus: Julius Hadrich und Karl Haedenkamp als Beispiele. Matthiesen, Husum 2001, ISBN 978-3-7868-4095-4. (Dissertation)
- Rebecca Schwoch (Hrsg.): Berliner Jüdische Kassenärzte und ihr Schicksal im Nationalsozialismus. Hentrich & Hentrich Teetz, Berlin 2009, ISBN 978-3-941450-08-0.
- Judith Hahn, Rebecca Schwoch: Anpassung und Ausschaltung. Die Berliner Kassenärztliche Vereinigung im Nationalsozialismus. Hentrich & Hentrich Teetz, Berlin 2009, ISBN 978-3-941450-09-7.
- Rebecca Schwoch: Herbert Lewin. Arzt – Überlebender – Zentralratspräsident Hentrich & Hentrich, Berlin 2016, ISBN 978-3-95565-152-7. (Habilitationsschrift)
- Rebecca Schwoch: Jüdische Ärzte als Krankenbehandler: in Berlin zwischen 1938 und 1945. Mabuse-Verlag, Frankfurt am Main 2018, ISBN 978-3-86321-322-0. (Habilitationsschrift)
- Rebecca Schwoch, Kai Sammet (Hrsg.): Forschen – Vermitteln – Bewahren: Das Institut für Geschichte und Ethik der Medizin und das Medizinhistorische Museum Hamburg. LIT Verlag, Berlin 2019, ISBN 978-3-643-14337-2.
- Rebecca Schwoch (Hrsg.): Umgang mit der Geschichte der NS-»Euthanasie« und Zwangssterilisation. Psychiatrie-Verlag, Köln 2023, ISBN 978-3-96605-265-8.